# Cerco de Maubeuge
O Cerco de Maubeuge foi uma batalha ocorrida entre 24 de agosto a 7 de setembro de 1914, ocasião em que as guarnições francesas, finalmente, se renderam às tropas alemãs no início da Primeira Guerra Mundial, na Frente Ocidental.